# Бобров, Михаил Кузьмич
Михаи́л Кузьми́ч Бобро́в (2 декабря 1924 года, Напольный Вьяс, Пензенская губерния — 9 декабря 1986 года, Лунино, Пензенская область) — советский хозяйственный деятель, Герой Социалистического Труда.

## Биография
Родился в 1924 году в селе Напольный Вьяс (ныне — в Лунинском районе Пензенской области). Член КПСС с 1944 года.
Трудовую деятельность начал в 1940 году бригадиром полеводческой бригады "Якорь" Лунинского района Пензенской области.
Участник Великой Отечественной войны. С августа 1942 года в Красной Армии. С 1947 года — на хозяйственной, общественной и политической работе. В 1947—1986 гг. — бригадир полеводческой бригады колхоза «Якорь» Лунинского района Пензенской области, на учёбе в Государственную школу по подготовке руководящих кадров колхозов, председатель колхозов имени Кирова, имени Жданова и «Красное знамя», председатель колхоза «Вперед к коммунизму» Лунинского района Пензенской области.
Указом Президиума Верховного Совета СССР от 7 декабря 1973 года присвоено звание Героя Социалистического Труда с вручением ордена Ленина и золотой медали «Серп и Молот».
Избирался депутатом Верховного Совета РСФСР 9-го созыва. Делегат XXIII и XXV съезда КПСС.
Умер в Лунине в 1986 году.

## Награды
За трудовые успехи был удостоен:
- золотая звезда «Серп и Молот»
- два ордена Ленина
- Орден Отечественной войны II степени
- Орден Красной Звезды
- Орден Трудового Красного Знамени
- другие медали.